# Рур (провінція Турин)
Роуре (італ. Roure, п'єм. Rore) — муніципалітет в Італії, у регіоні П'ємонт,  метрополійне місто Турин.
Роуре розташований на відстані близько 560 км на північний захід від Рима, 50 км на захід від Турина.
Населення — 880 осіб (2014).
Щорічний фестиваль відбувається 26 грудня. 

## Демографія
Населення за роками:

Станом на 1 січня 2023 року в муніципалітеті офіційно проживало 19 іноземців з 8 країн, серед них 8 громадян країн Євросоюзу.

## Сусідні муніципалітети
- Буссолено
- Коацце
- Фенестрелле
- Масселло
- Маттіє
- Пероза-Арджентіна
- Перреро
- Сан-Джоріо-ді-Суза